# بوبي أوت
بوبي أوت (بالإنجليزية: Bobby Ott)‏ هو متسابق دراجات نارية أمريكي، ولد في 17 نوفمبر 1962.